# Buceak, Kaniv
Buceak (în ucraineană Бучак) este un sat în comuna Pșenîcinîkî din raionul Kaniv, regiunea Cerkasî, Ucraina.

## Demografie
Componența lingvistică a localității Buceak
     Ucraineană (93,33%)
     Rusă (6,67%)
Conform recensământului din 2001, majoritatea populației localității Buceak era vorbitoare de ucraineană (93,33%), existând în minoritate și vorbitori de rusă (6,67%).